# Bainton (Cambridgeshire)
Bainton – wieś w Anglii, w hrabstwie ceremonialnym Cambridgeshire, w dystrykcie (unitary authority) Peterborough. Leży 60 km na północny zachód od miasta Cambridge i 128 km na północ od Londynu. Miejscowość liczy 305 mieszkańców.